# Ye Yifei
Ye Yifei (叶一飞S, Yè YīfēiP; Xi'an, 16 giugno 2000) è un pilota automobilistico cinese.
Vincitore nel 2016 della Formula 4 francese, nel 2020 vince il suo secondo campionato in monoposto, Euroformula Open. Dal 2021 passa alle corse endurance vincendo i campionati Le Mans Series Asia ed European Le Mans Series. Dal 2022 al 2023 è stato legato al marchio Porsche; dal 2024 è un pilota ufficiale della Ferrari, con cui ha vinto la 24 Ore di Le Mans 2025.

## Carriera

### Formula 4
Nel 2015, Ye inizia a correre in monoposto nel Campionato francese di Formula 4 dove partecipa a tutte le gare vincendone due e chiude dodicesimo in classifica. L'anno seguente corre ancora nel campionato francese, grazie all'esperienza dell'anno precedente riesce a dominare la serie, vincendo ben 14 gare delle 23 disputate. Nello stesso periodo partecipa in modo sporadico anche al Campionato italiano di Formula 4 dove conquista due podi e chiude il secondo anno nel campionato al decimo posto.

### Formula 3 e Euroformula

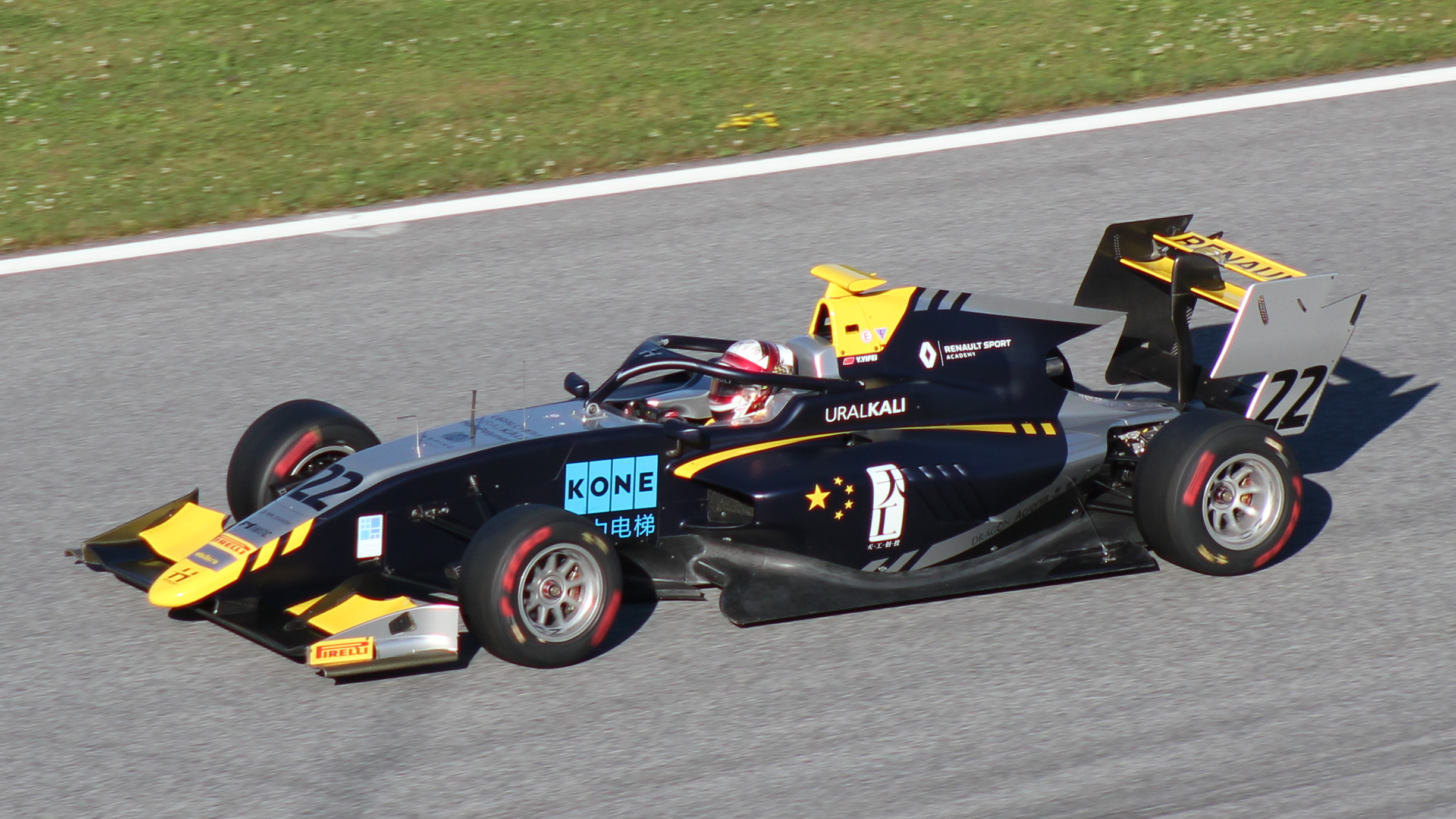
Ye alla guida di una Formula 3

Nel 2019 Ye partecipa al campionato asiatico di Formula 3 con Absolute Racing. Nel campionato conquista quattro vittorie e finisce secondo in classifica. Sempre nel 2019 entra nella Academy della Renault, partecipa al Campionato di Formula 3 con il team britannico Hitech Grand Prix. La stagione risulta deludente, finisce ventunesimo a fine campionato, arrivando a punti solo nell'ultima gara a Soci in Russia.
Nel 2020 dopo il campionato di Formula 3 lascia la Academy della Renault e passa sotto la gestione di Mukesh Jani, il padre di Neel Jani, campione 2016 della 24 Ore di Le Mans. Viene ingaggiato dal team Crypto Tower Racing per correre la Euroformula Open, vince la serie dominando, conquista undici vittorie e dodici pole.

### Endurance

#### Titolo in ELMS e Porsche
Nel dicembre 2020, Ye viene annunciato dal team russo G-Drive Racing per correre nella categoria maggiore (LMP2) del campionato asiatico delle Mans Series 2021 insieme ai piloti Ferdinand von Habsburg e René Binder. Il trio si laurea campione vincendo due delle quattro gare in programma.
Sempre nel 2021 Ye partecipa al campionato European Le Mans Series nella categoria maggiore la LMP2, con il team belga Team WRT insieme all'ex pilota di Formula 1 Robert Kubica e Louis Delétraz. Nella prima gara a Montmelò il trio conquista la vittoria. Si ripetono vincendo anche la seconda gara del campionato a Spielberg. Il terzo appuntamento si disputa al Paul Ricard, i tre piloti della WRT si qualificano secondi, in gara concludono quinti, nella quarta gara svolta a Monza chiudono quarti, aumentando il distacco in classifica sui secondi. Con la vittoria in Belgio il Team WRT si laurea campione nella serie con una gara d'anticipo.
Il Team WRT decide di partecipare anche alla 24 Ore di Le Mans 2021 con Ye, Kubica e Delétraz come suoi piloti, sempre nella categoria LMP2. L’equipaggio conduce un’ottima gara sempre nei primi posti. All’ultimo giro della gara però, mentre erano al primo posto nella loro categoria, sono costretti al ritiro per un problema tecnico dopo ben 362 giri.

Ye durante la 24 Ore di Le Mans 2022

Il 31 ottobre 2021 Ye annuncia la sua firma con il ramo asiatico della Porsche, con la possibilità nel 2023 di correre il Campionato mondiale di endurance e la 24 ore di Le Mans con il progetto LMDh della Porsche. Nell'inverno del 2022 partecipa alla Asian Le Mans Series nella categoria GT, guidando una Porsche 911 GT3-R.
Nel febbraio insieme a Nicolas Lapierre e Niklas Krütten si unisce al team Cool Racing per la stagione 2022 del ELMS. Insieme a Krütten e a Ricky Taylor partecipa alla 24 Ore di Le Mans 2022 (classe LMP2). Nella sua seconda stagione nell'ELMS ottiene tre podi e chiude quinto in classifica piloti.

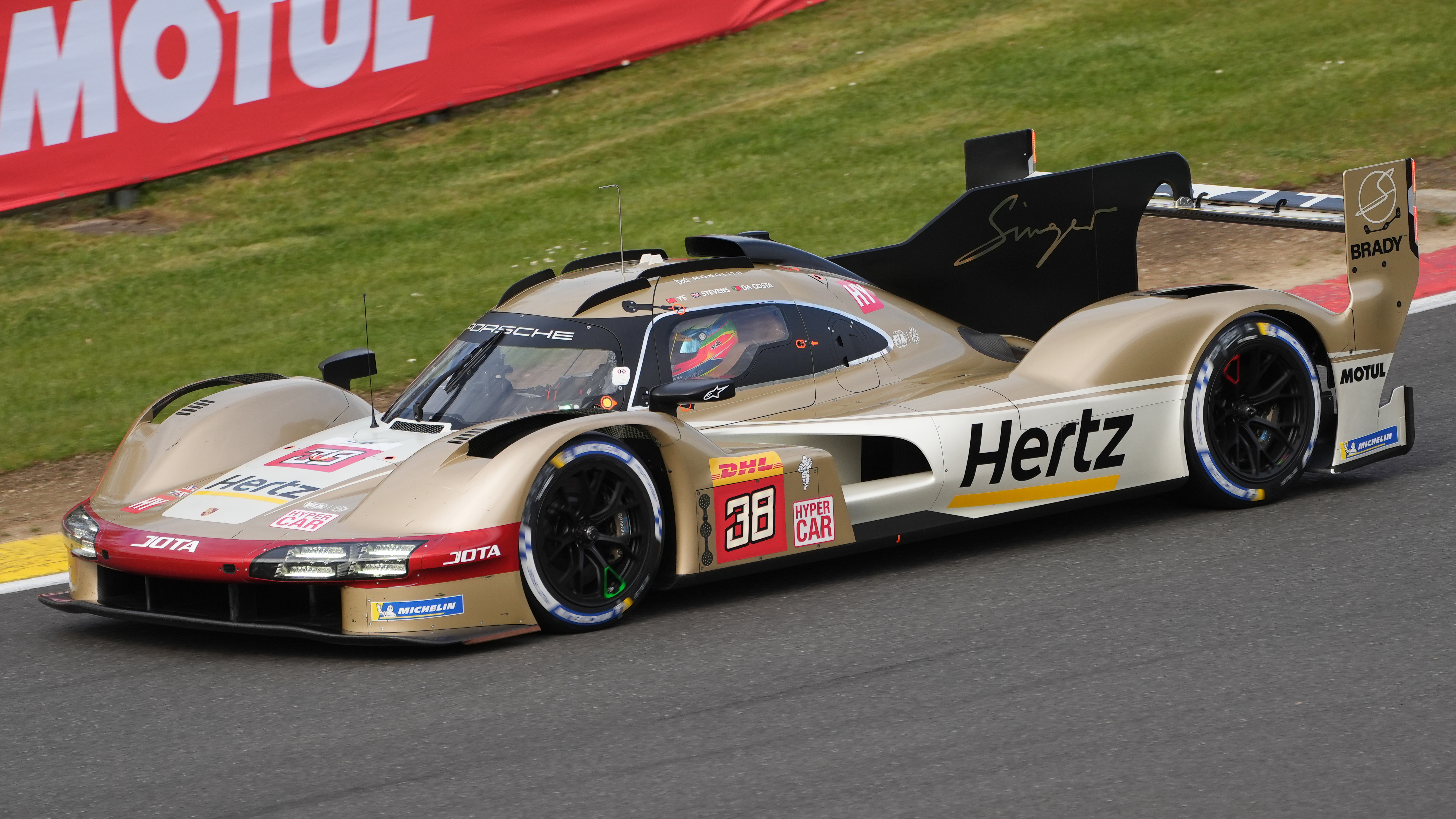
Ye con la Porsche 963 durante la 6 ore di Spa 2023

Nel novembre 2022 Ye viene scelto dal team Jota Hertz per correre nel 2023 nel WEC con la Porsche 963, la Hypercar del marchio tedesco. Visti i ritardi della 963, i primi due round corre in LMP2, con David Beckmann e Will Stevens ottenendo la vittoria di classe nella 1000 Miglia di Sebring. L'esordio con la 963 arriva alla 6 Ore di Spa-Francorchamps, il pilota cinese divide l'Hypercar con António Félix da Costa e Stevens. Il team dimostra ottima costanza e nel ultima gara stagionale in Bahrein ottengo il loro miglior risultato, un quarto posto.
Nel dicembre del 2023 viene annunciata la separazione tra la Porsche e Ye.

#### Ferrari e la vittoria a Le Mans

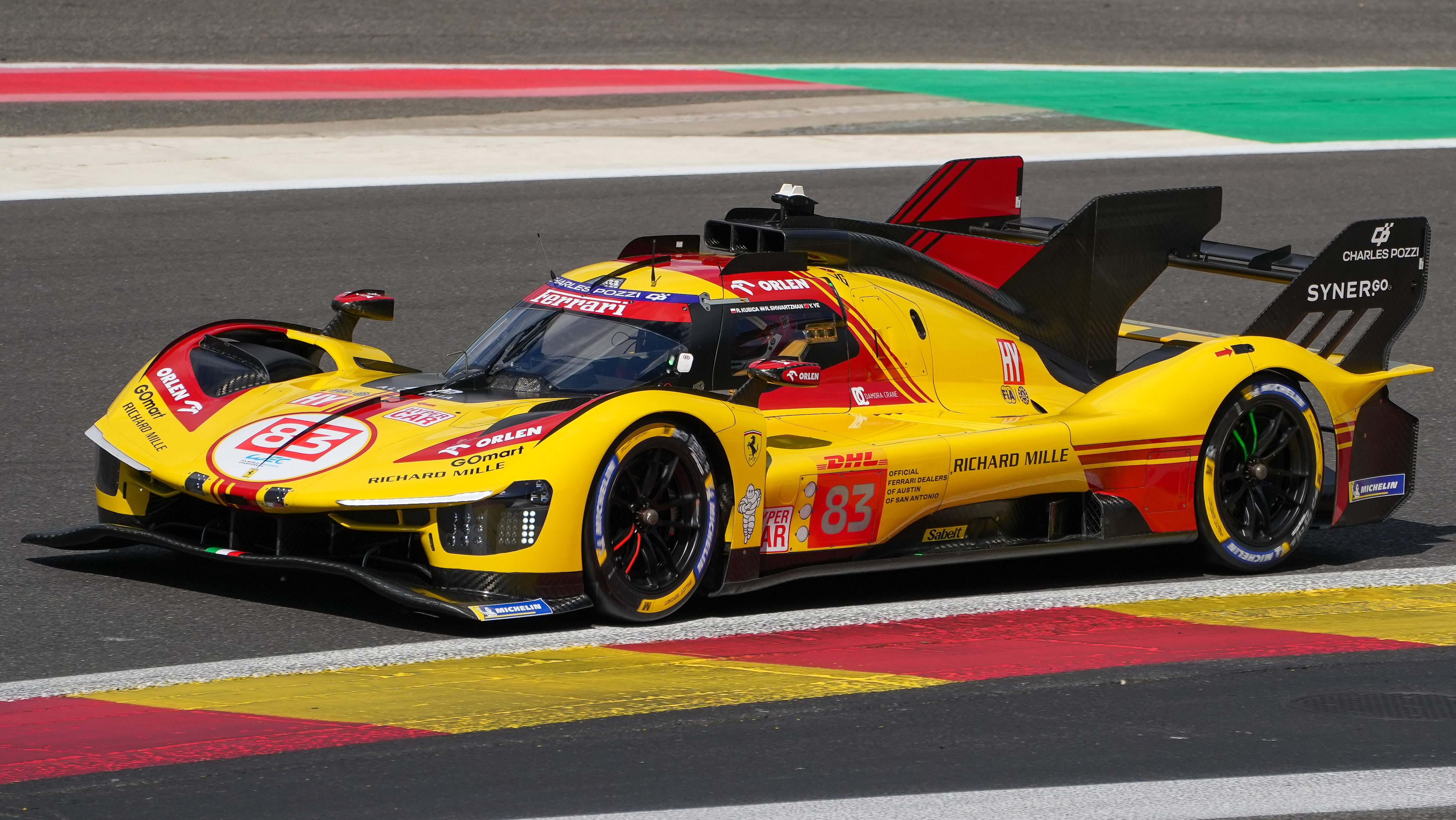
La Ferrari 499P di Ye durante la 6 ore di Spa 2024

Dopo aver lasciato la Porsche, Ye diventa pilota ufficiale della Ferrari per la stagione 2024. Il pilota cinese scende in pista con la Ferrari 499P nel WEC, asseganto all'equipaggio di AF Corse, insieme a Robert Kubica e Robert Švarcman. Il team ottiene la vittoria nella Lone Star Le Mans, grazie a un arrivo in volata davanti alla Toyota GR010 Hybrid. Sempre nel 2024 Ye esordisce sulla Ferrari 296 GT3, correndo nel round di Monza del GT World Challenge Europe 2024.
L'anno seguente Ye è confermato nell'equipaggio di AF Corse per il WEC, al fianco di Kubica e del nuovo innesto Philip Hanson. Il team, sempre a bordo della 499P, conquista la vittoria assoluta alla 24 Ore di Le Mans, riportando una squadra privata a vincere la classifica generale sulla Sarthe dopo venti anni.

### Test Formula E
Nel 2023 prende parte a Berlino dei Rookie della Formula E guidando per il team TAG Heuer Porsche.

## Risultati

### Riassunto della carriera
| Stagione | Campionato              | Team                  | Gare | Vittorie | Pole | Gpv | Podi | Punti | Pos. |
| -------- | ----------------------- | --------------------- | ---- | -------- | ---- | --- | ---- | ----- | ---- |
| 2015     | Formula 4 francese      | Auto Sport Academy    | 21   | 2        | 0    | 0   | 2    | 73    | 12º  |
| 2015     | Formula 4 francese      | RB Racing             | 15   | 0        | 0    | 0   | 0    | 10    | 21º  |
| 2016     | Formula 4 francese      | FFSA Academy          | 23   | 14       | 10   | 17  | 15   | 420   | 1º   |
| 2016     | Formula 4 italiana      | Mücke Motorsport      | 18   | 0        | 0    | 2   | 2    | 79    | 10º  |
| 2017     | Formula Renault Eurocup | Josef Kaufmann Racing | 23   | 0        | 0    | 1   | 3    | 106.5 | 8º   |
| 2017     | Formula Renault NEC     | Josef Kaufmann Racing | 7    | 2        | 2    | 2   | 4    | 104   | 8º   |
| 2018     | Formula Renault Eurocup | Josef Kaufmann Racing | 20   | 2        | 1    | 3   | 10   | 239   | 3º   |
| 2018     | Formula Renault NEC     | Josef Kaufmann Racing | 8    | 0        | 0    | 0   | 0    | 0     | NC   |
| 2018     | Formula 3 Asia          | Absolute Racing       | 3    | 0        | 0    | 0   | 2    | 37    | 11º  |
| 2019     | Formula 3               | Hitech Grand Prix     | 16   | 0        | 0    | 0   | 0    | 4     | 21º  |
| 2019     | Formula 3 Asia          | Absolute Racing       | 9    | 4        | 2    | 5   | 7    | 154   | 2º   |
| 2020     | Euroformula Open        | CryptoTower Racing    | 18   | 11       | 12   | 12  | 16   | 369   | 1º   |
| 2021     | Le Mans Series Asia     | G-Drive Racing        | 4    | 2        | 1    | 1   | 3    | 81    | 1º   |
| 2021     | Le Mans Series Europa   | Team WRT              | 6    | 3        | 0    | 0   | 4    | 118   | 1º   |
| 2022     | Le Mans Series Asia-GT  | Herberth Motorsport   | 4    | 0        | 1    | 1   | 1    | 21,5  | 8º   |
| 2022     | Le Mans Series Europa   | Cool Racing           | 6    | 0        | 0    | 0   | 3    | 70    | 5º   |

* Stagione in corso.

### Risultati completi Formula 3
(legenda) (Le gare in grassetto indicano la pole position) (Le gare in corsivo indicano Gpv)
| Stagione | Team              | 1   | 2   | 3   | 4   | 5   | 6   | 7   | 8   | 9   | 10  | 11  | 12  | 13  | 14  | 15  | 16  | Punti | Pos. |
| -------- | ----------------- | --- | --- | --- | --- | --- | --- | --- | --- | --- | --- | --- | --- | --- | --- | --- | --- | ----- | ---- |
| 2019     | Hitech Grand Prix | CAT | CAT | LEC | LEC | RBR | RBR | SIL | SIL | HUN | HUN | SPA | SPA | MNZ | MNZ | SOC | SOC | 4     | 21º  |
| 2019     | Hitech Grand Prix | 22  | Rit | 13  | 22  | 20  | Rit | 12  | 11  | 18  | 22  | 15  | 10  | Rit | 19  | 13  | 6   | 4     | 21º  |

### Asia Le Mans Series
| Anno    | Squadra             | Classe | Vettura           | DUB | DUB | YAS | YAS | Punti | Pos. |
| ------- | ------------------- | ------ | ----------------- | --- | --- | --- | --- | ----- | ---- |
| 2021    | G-Drive Racing      | LMP2   | Aurus 01          | 1   | 1   | 2   | 4   | 81    | 1º   |
| Anno    | Squadra             | Classe | Vettura           | DUB | DUB | YAS | YAS | Punti | Pos. |
| 2022    | Herberth Motorsport | GT     | Porsche 911 GT3 R | 12  | Rit | 17  | 2   | 20    | 8º   |
| Legenda |                     |        |                   |     |     |     |     |       |      |

### European Le Mans Series
| Anno    | Squadra     | Classe | Vettura  | CAT | RBR | LEC | MNZ | SPA | POR | Punti | Pos. |
| ------- | ----------- | ------ | -------- | --- | --- | --- | --- | --- | --- | ----- | ---- |
| 2021    | Team WRT    | LMP2   | Oreca 07 | 1   | 1   | 5   | 4   | 1   | 2   | 118   | 1º   |
| Anno    | Squadra     | Classe | Vettura  | PAU | IMO | MON | BAR | SPA | POR | Punti | Pos. |
| 2022    | Cool Racing | LMP2   | Oreca 07 | 5   | 3   | 8   | 3   | 5   | 3   | 70    | 5º   |
| Legenda |             |        |          |     |     |     |     |     |     |       |      |

### Campionato del mondo endurance
| Anno    | Squadra         | Classe   | Vettura         | SEB | ALG | SPA | LMS | MON | FUJ | BHR |     | Punti | Pos. |
| ------- | --------------- | -------- | --------------- | --- | --- | --- | --- | --- | --- | --- | --- | ----- | ---- |
| 2023    | Hertz Team Jota | LMP2     | Oreca 07-Gibson | 1   | 5   |     |     |     |     |     |     | -     | NC   |
| 2023    | Hertz Team Jota | Hypercar | Porsche 963     |     |     | 6   | 10  | 9   | 6   | 4   |     | 38    | 9°   |
| Anno    | Squadra         | Classe   | Vettura         | QAT | IMO | SPA | LMS | SÃO | COA | FUJ | BHR | Punti | Pos. |
| 2024    | AF Corse        | Hypercar | Ferrari 499P    | 4   | 8   | 8   | Rit | 11  | 1   | 12  | 8   | 57    | 9°   |
| Anno    | Squadra         | Classe   | Vettura         | QAT | IMO | SPA | LMS | SÃO | COA | FUJ | BHR | Punti | Pos. |
| 2025    | AF Corse        | Hypercar | Ferrari 499P    | 2   | 4   | 15  | 1   |     |     |     |     | 39*   |      |
| Legenda |                 |          |                 |     |     |     |     |     |     |     |     |       |      |

* Stagione in corso.

### 24 ore di Le Mans
| Anno | Team            | Co-piloti                           | Auto            | Classe   | Giri | Pos. | Pos Cat. |
| ---- | --------------- | ----------------------------------- | --------------- | -------- | ---- | ---- | -------- |
| 2021 | Team WRT        | Robert Kubica Louis Delétraz        | Oreca 07-Gibson | LMP2     | 362  | Rit  | Rit      |
| 2022 | Cool Racing     | Ricky Taylor Niklas Krütten         | Oreca 07-Gibson | LMP2     | 367  | 11º  | 7º       |
| 2023 | Hertz Team Jota | António Félix da Costa Will Stevens | Porsche 963     | Hypercar | 244  | 40º  | 13º      |
| 2024 | AF Corse        | Robert Kubica Robert Švarcman       | Ferrari 499P    | Hypercar | 248  | Rit  | Rit      |
| 2025 | AF Corse        | Robert Kubica Philip Hanson         | Ferrari 499P    | Hypercar | 387  | 1º   | 1º       |